# Lei de Littlewood
A Lei de Littlewood diz que indivíduos podem esperar um milagre acontecer a eles na razão de aproximadamente 1 por mês.
A lei foi criada pelo professor da Universidade de Cambridge, J. E. Littlewood, e publicada numa coleção de seu trabalho, A mathematican's miscellany (Uma miscelânea Matemática); ela procura, dentre outras coisas, ridicularizar um elemento de suposta fenomenologia sobrenatural e está relacionado à mais geral Lei dos Números Realmente Grandes, que diz que com uma amostra grande o suficiente, qualquer coisa exorbitante é possível de acontecer.
A Lei de Littlewood, fazendo certas suposições, é explicada como se segue: um milagre é definido como um evento excepcional de especial significado ocorrendo na freqüência de 1 em 1 milhão; durante as horas que um humano está acordado e alerta, ele vai experimentar 1 coisa por segundo (por exemplo, ver a tela do computador, o teclado, o mouse, o artigo etc.); adicionalmente, um humano está alerta aproximadamente 8 horas por dia; e como resultado, um humano irá, em 35 dias, ter experimentado, sob estas suposições, 1.008.000 coisas. Aceitando esta definição de um milagre, pode-se supor que alguém observe uma ocorrência miraculosa durante 35 dias seguidos—e portanto, de acordo com este raciocínio, eventos aparentemente miraculosos são na verdade, coisas comuns.